# Авторитарне відчуження
Авторитарне відчуження (англ. authoritarian alienation) — процес ізоляції особи під впливом тоталітарних режимів XX ст.
Це спрямування людського бажання на відмову від співпраці та комунікації із суспільством на користь підкорення авторитарному правителю.

## Трактування поняття
Еріх Фромм розглядає процес соціального відчуження у праці «Втеча від свободи», де вказує на небезпеку, пов'язаною із приходом тоталітарного режиму. За словами автора, загроза полягає в оманливій свободі, яку людина використовує для нехтування стосунків з іншими в суспільстві, натомість безпосередньо підкоряється авторитарній особі, яка, власне, позбавляє першого будь-якої можливості чинити за власною волею.
Авторитарне відчуження приховує у собі відсутність критичного мислення, власної думки чи поглядів, які, напротивагу ізоляції, сприяють розвитку індивіда.
До концепту авторитарного відчуження також звертається Ханна Арендт, зокрема у праці «Джерела тоталітаризму». Авторка яскраво описує проблематику расизму та інші зневаги у людських стосунках в контексті тотального терору, де саме авторитарне відчуження відіграє роль зомбування суспільства задля легкого керування ним.
Іншим, вражаючим своїм психологізмом, прикладом є твір «Процес (роман)», автором якого є Франц Кафка.
Головного героя, освіченого чоловіка (працівника банку), Йозефа К. переслідує невідома сила правосуддя. Йозеф намагається з'ясувати в чому його звинувачують і хто саме, поступово усвідомлюючи абсурдність цього таємничого правосуддя і марність спроб йому протистояти. В кінцевому результаті система доводить людину до стану цілковитого пригнічення волі та відсутності природного спротиву до насильства.

## Фактори формування
- зосередження уваги лише над власними проблемами
- надання переваги грошовому доходу над духовними цінностями
- вилучення із пріорітетів духовного збагачення
- зациклення на матеріальних речах
- відсутність критичного мислення і власної думки
- страх перед правлячою верхівкою
- слідування стереотипним принципам

## Причини та наслідки
Авторитарне відчуження спричинене забороною влади створення неконтрольованих нею суспільних сфер життя, зокрема молодіжних організації. Таким чином індивіди не отримують можливості скерувати свої вміння і таланти у створення спільного продукту завдяки суспільній праці, а навпаки, ізолюються від оточення задля самообману та оманливої зони комфорту.

## Прояв
Людина, яка зазнала впливу авторитарного режиму і пізнала відчуження від соціуму, не здатна приймати жодних рішень у громадському житті. За умов відсутності уніфікованої ідеології громадяни все більше відчувають підвищення ступеня впливу політичної влади, постійне зниження цінностей та норм у системі політичної культури.